# Copa Sudamericana 2011 (faza wstępna)
Faza wstępna Copa Sudamericana 2011.

## I Runda wstępna
| Drużyna 1                            | Wynik dwumeczu | Drużyna 2            | Pierwszy mecz | Drugi mecz |
| ------------------------------------ | -------------- | -------------------- | ------------- | ---------- |
| San José                             | 0:1            | Club Nacional        | 0:0           | 0:1        |
| Universidad César Vallejo            | 1:3            | Santa Fe             | 1:1           | 0:2        |
| Club Universidad de Chile            | 1:0            | Fénix                | 1:0           | 0:0        |
| Deportivo Quito                      | 2:1            | Deportivo Anzoátegui | 1:0           | 0:2        |
| Olimpia                              | 3:2            | The Strongest        | 2:0           | 1:2        |
| Equidad                              | 3:2            | Juan Aurich          | 2:0           | 2:1        |
| Bella Vista                          | 1:4            | Universidad Católica | 1:1           | 0:3        |
| Yaracuyanos                          | 1:2            | LDU Quito            | 1:1           | 0:1        |
| Po lewej gospodarz pierwszego meczu. |                |                      |               |            |

## Mecze I Rundy wstępnej
| 3 sierpnia 2011 | San José | 0 – 0Raport | Nacional | Estadio Jesús Bermúdez, Oruro · Sędzia: Omar Ponce ( Ekwador) |
|                 |          |             |          |                                                               |

| 17 sierpnia 2011 | Nacional · Torales 4' | 1 – 01-0Raport | San José | Estadio Defensores del Chaco, Asunción · Sędzia: Patricio Polic ( Urugwaj) |
|                  |                       |                |          |                                                                            |

Wynik łączny: 1-0

Awans: Nacional
| 2 sierpnia 2011 | Universidad César Vallejo · Leguizamón 3' | 1 – 11-0Raport | Santa Fe · Rodas 51' | Estadio Mansiche, Trujillo · Sędzia: Alfredo Intriago ( Ekwador) |
|                 |                                           |                |                      |                                                                  |

| 23 sierpnia 2011 | Santa Fe · Rey 54' · Rodas 72' | 2 – 00-0Raport | Universidad César Vallejo | Estadio El Campín, Bogota · Sędzia: Juan Soto ( Wenezuela) |
|                  |                                |                |                           |                                                            |

Wynik łączny: 3-1

Awans: Santa Fe
| 9 sierpnia 2011 | Club Universidad de Chile · E.Vargas 54' | 1 – 00-0Raport | Fénix | Estadio Nacional Julio Martínez Prádanos, Santiago · Sędzia: Julio Quintana ( Paragwaj) |
|                 |                                          |                |       |                                                                                         |

| 18 sierpnia 2011 | Fénix | 0 – 0Raport | Club Universidad de Chile | Estadio Luis Franzini, Montevideo · Sędzia: Heber Lopes ( Brazylia) |
|                  |       |             |                           |                                                                     |

Wynik łączny: 1-0

Awans: Universidad de Chile
| 3 sierpnia 2011 | Deportivo Quito · Bevacqua 61' | 1 – 01-0Raport | Deportivo Anzoátegui | Estadio Olímpico Atahualpa, Quito · Sędzia: Imer Machado ( Kolumbia) |
|                 |                                |                |                      |                                                                      |

| 16 sierpnia 2011 | Deportivo Anzoátegui · Hernández 1' · Checa 90+1' (sam.) | 2 – 01-0Raport | Deportivo Quito | Estadio José Antonio Anzoátegui, Puerto la Cruz · Sędzia: Enrique Osses ( Chile) |
|                  |                                                          |                |                 |                                                                                  |

Wynik łączny: 2-1

Awans: Deportivo Anzoátegui
| 3 sierpnia 2011 | Olimpia · Cáceres 66' · Romero 79' | 2 – 00-0Raport | The Strongest | Estadio Defensores del Chaco, Asunción · Sędzia: Martín Vázquez ( Urugwaj) |
|                 |                                    |                |               |                                                                            |

| 11 sierpnia 2011 | The Strongest · Chumacero 30' · Escobar 48' | 2 – 11-0Raport | Olimpia · Romero 56' 21' | Estadio Hernando Siles, La Paz · Sędzia: Víctor Rivera ( Peru) |
|                  |                                             |                |                          |                                                                |

Wynik łączny: 3-2

Awans: Olimpia
| 18 sierpnia 2011 | Equidad · Mosquera 20' · Núñez 79' | 2 – 01-0Raport | Juan Aurich | Estadio Metropolitano de Techo, Bogota · Sędzia: Marlon Escalante ( Wenezuela) |
|                  |                                    |                |             |                                                                                |

| 25 sierpnia 2011 | Juan Aurich · Montes 15' | 1 – 21-0Raport | Equidad · Guazá 74' · Núñez 90+2' (k.) | Estadio Elías Aguirre, Chiclayo · Sędzia: Joaquín Antequera ( Boliwia) |
|                  |                          |                |                                        |                                                                        |

Wynik łączny: 4-1

Awans: Equidad
| 2 sierpnia 2011 | Bella Vista · Nicolini 23' (k.) | 1 – 11-1Raport | CD Universidad Católica · Calandria 35' | Estadio Luis Franzini, Montevideo · Sędzia: Leandro Vuaden ( Brazylia) |
|                 |                                 |                |                                         |                                                                        |

| 16 sierpnia 2011 | CD Universidad Católica · Carignano 4', 64' · Mier 10' | 3 – 02-0Raport | Bella Vista | Estadio San Carlos de Apoquindo, Santiago · Sędzia: Víctor Hugo Carrillo ( Peru) |
|                  |                                                        |                |             |                                                                                  |

Wynik łączny: 4-1

Awans: Universidad Católica
| 4 sierpnia 2011 | Yaracuyanos · Chalar 78' | 1 – 10-0Raport | LDU Quito · Barcos 64' (k.) | Estadio Metropolitano de Fútbol de Lara, Barquisimeto · Sędzia: Georges Buckley ( Peru) |
|                 |                          |                |                             |                                                                                         |

| 17 sierpnia 2011 | LDU Quito · Vera 19' | 1 – 01-0Raport | Yaracuyanos | Estadio Casa Blanca, Quito · Sędzia: Raúl Orosco ( Boliwia) |
|                  |                      |                |             |                                                             |

Wynik łączny: 2-1

Awans: LDU Quito

## II Runda wstępna
| Drużyna 1                            | Wynik dwumeczu | Drużyna 2              | Pierwszy mecz | Drugi mecz |
| ------------------------------------ | -------------- | ---------------------- | ------------- | ---------- |
| Argentinos Juniors                   | 0:4            | CA Vélez Sarsfield     | 0:0           | 0:4        |
| Club Universidad de Chile            | 3:0            | Club Nacional          | 1:0           | 2:0        |
| CR Vasco da Gama                     | 3:3            | SE Palmeiras           | 2:0           | 1:3        |
| Equidad                              | 0:2            | Club Libertad          | 0:1           | 0:1        |
| Deportivo Anzoátegui                 | 1:4            | Universitario Deportes | 1:2           | 0:2        |
| Arsenal Sarandí                      | 2:1            | Estudiantes            | 2:0           | 0:1        |
| Santa Fe                             | 2:2            | Deportivo Cali         | 1:1           | 1:1        |
| Atlético Mineiro                     | 1:3            | Botafogo FR            | 0:1           | 1:2        |
| Olimpia                              | 4:2            | CS Emelec              | 2:1           | 2:1        |
| CA Lanús                             | 3:0            | Godoy Cruz             | 2:2           | 0:0        |
| LDU Quito                            | 5:1            | Trujillanos            | 4:1           | 1:0        |
| Ceará SC                             | 2:4            | São Paulo FC           | 2:1           | 0:3        |
| Club Nacional                        | 6:3            | Aurora                 | 1:1           | 5:2        |
| CR Flamengo                          | 2:0            | Athletico Paranaense   | 1:0           | 1:0        |
| Universidad Católica                 | 2:1            | Deportes Iquique       | 2:1           | 0:0        |
| Po lewej gospodarz pierwszego meczu. |                |                        |               |            |

## Mecze II Rundy wstępnej
| 1 września 2011 | Argentinos Juniors | 0 – 0Raport | CA Vélez Sarsfield | Estadio Diego Armando Maradona, Buenos Aires · Sędzia: Diego Abal ( Argentyna) |
|                 |                    |             |                    |                                                                                |

| 8 września 2011 | CA Vélez Sarsfield · Franco 23' · Fernández 55' · Martínez 74' (k.) · Canteros 84' | 4 – 01-0Raport | Argentinos Juniors | Estadio José Amalfitani, Buenos Aires · Sędzia: Sergio Pezzotta ( Argentyna) |
|                 |                                                                                    |                |                    |                                                                              |

Wynik łączny: 4-0

Awans: Vélez Sársfield
| 13 września 2011 | Club Universidad de Chile · E.Vargas 59' | 1 – 00-0Raport | Nacional | Estadio Nacional Julio Martínez Prádanos, Santiago · Sędzia: Paulo Oliveira ( Brazylia) |
|                  |                                          |                |          |                                                                                         |

| 21 września 2011 | Nacional | 0 – 20-2Raport | Club Universidad de Chile · E.Vargas 11' · Rodríguez 12' | Estadio Gran Parque Central, Montevideo · Sędzia: Antonio Arias ( Paragwaj) |
|                  |          |                |                                                          |                                                                             |

Wynik łączny: 3-0

Awans: Universidad de Chile
| 11 sierpnia 2011 | CR Vasco da Gama · Diego Souza 42' · Élton 79' | 2 – 01-0Raport | SE Palmeiras | Estádio São Januário, Rio de Janeiro · Sędzia: Leandro Vuaden ( Brazylia) |
|                  |                                                |                |              |                                                                           |

| 25 sierpnia 2011 | SE Palmeiras · Luan 13' · Kléber 53' · Marcos Assunção 90+2' | 3 – 11-0Raport | CR Vasco da Gama · Jumar 57' | Estádio do Pacaembu, São Paulo · Sędzia: Heber Lopes ( Brazylia) |
|                  |                                                              |                |                              |                                                                  |

Wynik łączny: 3-3

Awans: Vasco da Gama
| 13 września 2011 | Equidad | 0 – 10-0Raport | Libertad · Ramírez 77' | Estadio El Campín, Bogota · Sędzia: Carlos Vera ( Ekwador) |
|                  |         |                |                        |                                                            |

| 21 września 2011 | Libertad · Canuto 18' | 1 – 01-0Raport | Equidad | Estadio Dr. Nicolás Léoz, Asunción · Sędzia: Enrique Osses ( Chile) |
|                  |                       |                |         |                                                                     |

Wynik łączny: 2-0

Awans: Libertad
| 1 września 2011 | Deportivo Anzoátegui · Maita 74' | 1 – 20-1Raport | Universitario · Ampuero 30' · Fano 49' | Estadio José Antonio Anzoátegui, Puerto La Cruz · Sędzia: Alfredo Intriago ( Ekwador) |
|                 |                                  |                |                                        |                                                                                       |

| 14 września 2011 | Universitario · Ruidíaz 74' · Vitti 81' | 2 – 00-0Raport | Deportivo Anzoátegui | Estadio Monumental „U”, Lima · Sędzia: José Buitrago ( Kolumbia) |
|                  |                                         |                |                      |                                                                  |

Wynik łączny: 4-1

Awans: Universitario
| 30 sierpnia 2011 | Arsenal · Leguizamón 49' · Burdisso 74' | 2 – 00-0Raport | Estudiantes | Estadio Julio Humberto Grondona, Sarandí · Sędzia: Gabriel Favale ( Argentyna) |
|                  |                                         |                |             |                                                                                |

| 6 września 2011 | Estudiantes · Sánchez 62' | 1 – 00-0Raport | Arsenal | Estadio Ciudad de La Plata, La Plata · Sędzia: Pablo Lunati ( Argentyna) |
|                 |                           |                |         |                                                                          |

Wynik łączny: 2-1

Awans: Arsenal
| 15 września 2011 | Santa Fe · Pérez 57' (k.) | 1 – 10-0Raport | Deportivo Cali · Belalcázar 86' | Estadio El Campín, Bogota · Sędzia: Adrián Vélez ( Kolumbia) |
|                  |                           |                |                                 |                                                              |

| 22 września 2011                                            | Deportivo Cali · Roa 14' (sam.) | 1 – 1 k. 5-61-0Raport                           | Santa Fe · Rey 66' | Estadio Pascual Guerrero, Cali · Sędzia: Wilmar Roldán ( Kolumbia) |
|                                                             |                                 |                                                 |                    |                                                                    |
|                                                             |                                 | Rzuty karne                                     |                    |                                                                    |
| Pérez · Martínez · Amaya · Belalcázar · Fernández · Burbano |                                 | Pérez · Roa · Bernal · Vélez · Anchico · Acosta |                    |                                                                    |

Wynik łączny: 1-1

Awans: Santa Fe
| 10 sierpnia 2011 | Atlético Mineiro · Richarlyson 45+1' | 1 – 21-2Raport | Botafogo · Herrera 7' · Maicosuel 39' | Arena do Jacaré, Sete Lagoas · Sędzia: Paulo Oliveira ( Brazylia) |
|                  |                                      |                |                                       |                                                                   |

| 23 sierpnia 2011 | Botafogo FR · Herrera 45+2' (k.) | 1 – 01-0Raport | Atlético Mineiro | Estádio Engenhão, Rio de Janeiro · Sędzia: Wilson Seneme ( Brazylia) |
|                  |                                  |                |                  |                                                                      |

Wynik łączny: 3-1

Awans: Botafogo
| 15 września 2011 | Olimpia · Marín 14', 71' | 2 – 11-1Raport | Emelec · Vigneri 39' | Estadio Defensores del Chaco, Asunción · Sędzia: Roberto Silvera ( Urugwaj) |
|                  |                          |                |                      |                                                                             |

| 20 września 2011 | Emelec · Franco 68' | 1 – 20-2Raport | Olimpia · Ortiz 6' · Zeballos 25' | Estadio George Capwell, Guayaquil · Sędzia: José Buitrago ( Kolumbia) |
|                  |                     |                |                                   |                                                                       |

Wynik łączny: 4-2

Awans: Olimpia
| 31 sierpnia 2011 | Lanús · González 19' · Neira 90+1' | 2 – 21-2Raport | Godoy Cruz · Rojas 26' · Navarro 34' | Estadio Ciudad de Lanús, Lanús · Sędzia: Juan Pompei ( Argentyna) |
|                  |                                    |                |                                      |                                                                   |

| 7 sierpnia 2011 | Godoy Cruz | 0 – 0Raport | Lanús | Estadio Malvinas Argentinas, Mendoza · Sędzia: Néstor Pitana ( Argentyna) |
|                 |            |             |       |                                                                           |

Wynik łączny: 2-2

Awans: Godoy Cruz
| 13 września 2011 | LDU Quito · Barcos 25', 43', 90+1' (k.) · González 87' | 4 – 12-1Raport | Trujillanos · Falcón 1' | Estadio Casa Blanca, Quito · Sędzia: Víctor Hugo Carrillo ( Peru) |
|                  |                                                        |                |                         |                                                                   |

| 22 września 2011 | Trujillanos | 0 – 10-1Raport | LDU Quito · L. Bolaños 30' | Estadio José Alberto Pérez, Valera · Sędzia: Darío Ubriaco ( Urugwaj) |
|                  |             |                |                            |                                                                       |

Wynik łączny: 5-1

Awans: LDU Quito
| 10 sierpnia 2011 | Ceará · Rudnei 44' · Nicácio 90+3' | 2 – 11-1Raport | São Paulo FC · Rivaldo 22' | Estádio Presidente Vargas, Fortaleza · Sędzia: Sandro Ricci ( Brazylia) |
|                  |                                    |                |                            |                                                                         |

| 24 sierpnia 2011 | São Paulo FC · Cícero 57' · Lucas 62' · Dagoberto 65' | 3 – 00-0Raport | Ceará | Estádio do Morumbi, São Paulo · Sędzia: Marcelo Henrique ( Brazylia) |
|                  |                                                       |                |       |                                                                      |

Wynik łączny: 4-2

Awans: São Paulo
| 30 sierpnia 2011 | Nacional · González 67' | 1 – 10-1Raport | Aurora · Villalba 5' | Estadio Defensores del Chaco, Asunción · Sędzia: Darío Ubriaco ( Urugwaj) |
|                  |                         |                |                      |                                                                           |

| 20 września 2011 | Aurora · Reynoso 21' · Peña 26' (k.) · Sanjurjo 38' · Andaveris 73' · Cardozo 90' | 5 – 23-2Raport | Nacional · Rodrigo Teixeira 7', 32' | Estadio Félix Capriles, Cochabamba · Sędzia: Víctor Rivera ( Peru) |
|                  |                                                                                   |                |                                     |                                                                    |

Wynik łączny: 6-3

Awans: Aurora
| 10 sierpnia 2011 | CR Flamengo · Ronaldinho 81' (k.) | 1 – 00-0Raport | Athletico Paranaense | Estádio Engenhão, Rio de Janeiro · Sędzia: Ricardo Marques ( Brazylia) |
|                  |                                   |                |                      |                                                                        |

| 24 sierpnia 2011 | Athletico Paranaense | 0 – 10-0Raport | CR Flamengo · Ronaldinho 73' | Arena da Baixada, Kurytyba · Sędzia: Sálvio Fagundes ( Brazylia) |
|                  |                      |                |                              |                                                                  |

Wynik łączny: 2-0

Awans: Flamengo
| 8 września 2011 | CD Universidad Católica · Mirošević 37' · Andía 51' | 2 – 11-0Raport | Deportes Iquique · Ríos 81' | Estadio San Carlos de Apoquindo, Santiago · Sędzia: Julio Bascuñan ( Chile) |
|                 |                                                     |                |                             |                                                                             |

| 14 września 2011 | Deportes Iquique | 0 – 0Raport | CD Universidad Católica | Estadio Tierra de Campeones, Iquique · Sędzia: Eduardo Gamboa ( Chile) |
|                  |                  |             |                         |                                                                        |

Wynik łączny: 2-0

Awans: Universidad Católica